# Auhagen
Auhagen é um município da Alemanha localizado no distrito de Schaumburg, estado da Baixa Saxônia.
Pertence ao Samtgemeinde de Sachsenhagen.
Nota: 
Auhagen é também a designação de uma empresa fabricante de acessórios para ferromodelismo localizada em Marienberg.